# 小屋瀬鈴木家
小屋瀬鈴木家（こやせすずきけ）は、後北条氏の家臣・江梨鈴木氏の後裔の一族。葛巻鈴木氏とも。葛巻村（現・岩手県葛巻町）にあって盛岡藩の儒医等を輩出した武門にはじまる家系。家紋は束ね稲穂。

## 概要
天正18年（1590年）の小田原征伐で後北条氏に従い、同年5月6日に兄の鈴木繁脩（大学頭）が小田原城渋采口にて戦死した鈴木繁氏は、同年5月13日夜、小田原への急な召集と偽り家臣を率い伊豆国江梨館から出兵し、他国に逃れるため黄瀬川を辿り、途上の武蔵国八王子城で叔父民部の城兵へ加勢を目論んだが果たせなかった。繁氏は密かに便舟で松前へ下ることを企画したが、強風により陸奥国気仙に入り、陸奥国葛巻村高野城（現・岩手県葛巻町小屋瀬）に落ち延びた。このとき小屋瀬まで従った家臣は、土屋次郎義眞、三好弥九郎定親、中村茂左衛門義宗、回立金六頼雅、千葉平右衛門友行、林勘兵衛貞景、刻嶋彦助正信、油井徳仙と侍婢2人の24名という。
葛巻町小屋瀬の中世城館・小屋瀬館はこの鈴木氏が館主とされる。小屋瀬はもとは高野城であったが、繁氏とその家臣が土着し小屋を多くかけたことから小屋千となり、後に今の小屋瀬になったという。同家は江戸時代に小屋瀬の地頭として続き、多くの名子（荘園領主や名主に隷属した下層農民）を抱えたという。
鈴木貢父は享保17年（1732年）に繁氏の六世・繁顕（助右衛門）の子、繁懿（助十郎）の七男のうちの六子として小屋瀬で生まれ、宝暦12年（1763年）に京都に遊学して香川南洋から教を受け、寛政8年（1796年）から盛岡藩初めての儒医（儒者と藩医を兼ねる）として仕えた。医学の専門家として内科を得意とし、著書に『治国法言』『儒医苗字帯刀御免創始由来記』などがあり、政治に関心があった。妻ははじめ三好氏の娘、後に遠藤氏の娘で、子は三好氏との間に重之など1男3女があった。文化5年（1808年）に病没し、盛岡市の報恩寺に葬られた。
繁懿（助十郎）の長男・喜右ヱ門某の次男の鈴木耕水（子父、諱は伝七）は、寛保2年（1742年）に生まれ, 20歳頃江戸に出て諸侯（諸大名）に仕えた。のちに絵画、文学に秀で、耕水と号して寛政前後に江戸南八丁堀に住み、1000余名の子弟を指導し名声を得た。耕水は生涯妻帯せずに学道を歩み、文化9年（1812年）2月18日に病のため没した。東京深川の善徳寺にある耕水の墓碑は葛巻の遠藤世衡（俊平）の撰である。
この鈴木家出身で、昭和62年（1987年）から平成7年（1995年）まで葛巻町の第9代町長を務めた鈴木輝雄は繁氏の13代目にあたり、昭和63年（1988年）には沼津市の招待で約400年ぶりに故地江梨を訪ねている。